# NSTスーパーニュース
『NSTスーパーニュース』（エヌエスティースーパーニュース、ラテン文字表記：NST Super NEWS）は、1998年3月30日から2015年3月29日まで17年間、新潟総合テレビで生放送されていた新潟県向け夕方のローカルワイドニュース番組である。全国ニュース『FNNスーパーニュース』を内包している。ハイビジョン制作。

## 放送時間
| 期間      | 期間      | 放送時間（JST）              | 放送時間（JST）        | 放送時間（JST）        |
| 期間      | 期間      | 月曜日 - 金曜日              | 土曜日                 | 日曜日                 |
| --------- | --------- | ---------------------------- | ---------------------- | ---------------------- |
| 1998.3.30 | 2000.4.2  | 17:54.30 - 19:00（65分30秒） | 18:00 - 18:30（30分）※ | 17:30 - 18:00（30分）※ |
| 2000.4.3  | 2001.4.1  | 17:53.30 - 19:00（66分30秒） | 18:00 - 18:30（30分）※ | 17:30 - 18:00（30分）※ |
| 2001.4.2  | 2009.3.29 | 17:53.30 - 19:00（66分30秒） | 17:30 - 18:00（30分）※ | 17:30 - 18:00（30分）※ |
| 2009.3.30 | 2015.3.29 | 17:53 - 19:00（67分）        | 17:30 - 18:00（30分）※ | 17:30 - 18:00（30分）※ |

※1998年4月4日 - 2001年9月30日までは、「FNNスーパーニュース（後にFNNスーパーニュースWEEKEND / NSTニュースコーナー・天気予報）」として放送。2001年10月6日からは、「NSTスーパーニュース FNN（後にFNN NSTスーパーニュースWEEKEND → NSTスーパーニュースWEEKEND）」として放送。

## キャスター
- 廣川明美（2012年4月5日より木曜・金曜のメインキャスター、2013年4月1日より月 - 金曜のメインキャスター）[1]
- 堀恭子（平日のお天気キャスター及び土・日曜日担当[2]）
- 横内美紗（平日のお天気キャスター及び土・日曜日担当）

※堀と横内は隔日交代でどちらか一方が担当。

### 過去
| 期間      | 期間      | 男性       | 女性                                           | 女性                                           |
| 期間      | 期間      | 男性       | 月 - 水曜                                      | 木・金曜                                       |
| --------- | --------- | ---------- | ---------------------------------------------- | ---------------------------------------------- |
| 1998.3.30 | 1998.10.2 | 長谷川晴彦 | 柳華織 岡田花菜子 大坪幸代                     | 柳華織 岡田花菜子 大坪幸代                     |
| 1998.10.5 | 1999.10.1 | 長谷川晴彦 | 柳華織 岡田花菜子 大坪幸代 北村史子            | 柳華織 岡田花菜子 大坪幸代 北村史子            |
| 1999.10.4 | 2001.3.30 | 長谷川晴彦 | 柳華織 岡田花菜子 大坪幸代 北村史子 田中真木子 | 柳華織 岡田花菜子 大坪幸代 北村史子 田中真木子 |
| 2001.4.2  | 2008.3.28 | 斉藤修     | 村山恵美                                       | 村山恵美                                       |
| 2008.3.31 | 2010.3.26 | 斉藤修     | 中田エミリー                                   | 中田エミリー                                   |
| 2010.3.29 | 2011.3.25 | （不在）   | 近藤麻智子                                     | 近藤麻智子                                     |
| 2011.3.28 | 2012.3.30 | （不在）   | 村山千代                                       | 菊野麻子                                       |
| 2012.4.2  | 2013.3.29 | （不在）   | 村山千代                                       | 廣川明美                                       |
| 2013.4.1  | 2015.3.27 | （不在）   | 廣川明美                                       | 廣川明美                                       |

- 斉藤有希
- 松村道子
- 梅中悠介
- 鈴木秀喜
- 市野瀬瞳

## 補足
- 1991年10月1日にNSTの放送センターが当時の新潟市上所島の本社に統合されてからは、本番組の土・日のローカル天気予報部分のみはステレオ放送となっている[4]。
- NSTが地上デジタルのサイマル試験放送を始めた2006年2月27日から、本番組は、ハイビジョン制作となっている[5]。
- 重大ニュース発生時は、『FNNスーパーニュース』を16:50（県内は、18:15）からスタート。
- 中越沖地震関連の放送を行うため、2007年7月16日 - 7月20日に『FNNスーパーニュース』を16:55からネット。
- 2004年10月27日は、長岡市の崖崩れの模様を放送するため16:59 - 18:48に『FNNスーパーニュース』をネットし18:48より新潟から放送した。
- 2008年9月1日は、福田改造内閣のニュースを放送するため、16:53 - 19:00に途中で県内ニュースを放送し、関東ローカルの18:17 - 19:00をフルネットした。
- 2009年9月17日は、この日保釈された酒井法子の謝罪会見の中継のため17:54 - 18:17に加え18:27頃 - 18:46頃にも東京発の『スーパーニュース』をネットし、18:17 - 18:25頃と18:48頃 - 19:00に県内ニュース・天気予報を放送する形を取った。
- 2012年7月16日は、「野田佳彦内閣総理大臣（当時）生対談」FNN28局ネットのため、16:50スタートとなった。
- 2012年10月1日からニュース項目の文字サイズが平日版で小さくなり、週末版のニュース項目の出だしにアニメーションが付いた。

## NST歴代の夕方ニュース
| 期間      | 期間      | 平日                          | 週末                           |
| --------- | --------- | ----------------------------- | ------------------------------ |
| 1981.4.1  | 1984.1.15 | NSTワイド630                  | FNNニュースレポート5:30        |
| 1984.1.16 | 1984.9.30 | NSTワイド630                  | NSTニュースコーナー            |
| 1984.10.1 | 1990.9.30 | NSTワイド6:00                 | NSTニュースコーナー            |
| 1990.10.1 | 1997.3.30 | NSTスーパータイム             | NSTニュースコーナー            |
| 1997.3.31 | 1998.3.29 | NSTニュース555 ザ・ヒューマン | NSTニュースコーナー            |
| 1998.3.30 | 2001.9.30 | NSTスーパーニュース           | NSTニュースコーナー            |
| 2001.10.1 | 2008.3.30 | NSTスーパーニュース           | FNN NSTスーパーニュースWEEKEND |
| 2008.3.31 | 2015.3.29 | NSTスーパーニュース           | NSTスーパーニュースWEEKEND     |
| 2015.3.30 | 2018.4.1  | NST みんなのニュース          | NST みんなのニュース Weekend   |
| 2018.4.2  | 2019.3.31 | NST プライムニュース          | NST プライムニュース           |
| 2019.4.1  | 2020.3.29 | NST Live News it!             | NST Live News it!              |
| 2020.3.30 | 現在      | NST Newsタッチ                | NST Live News it!              |

## 余談
- NSTが現在の八千代の新社屋に移って3日後の2004年10月23日、同番組土曜日のローカル枠生本番中で、担当キャスターの菊野麻子が天気予報を読み終える寸前の17:56に、新潟県中越地震が発生。この出来事は、菊野アナ及び同局でも忘れられない出来事の1つとなっているという。
- かつての週末のオープニングは平日17:54のロゴおよびCGを流用しており、「WEEKEND」の文字がなかった。
- 1999年頃のヘッドラインのBGMは当時のテーマ曲（PONTA BOXの「Wandering Stella（Love Circle）」）を改めた感じのものを使用していたが、2012年9月30日まではテンポが速い緊迫感のあるBGMを使用していた。同年10月からは、週末版と同じテーマ曲に、統一した。